# Nałęczów (stacja kolejowa)
Nałęczów – stacja kolejowa położona u styku wsi Drzewce, Drzewce-Kolonia i Piotrowice, 4 km na północ od miasta Nałęczów, w województwie lubelskim, w Polsce. Według klasyfikacji PKP ma kategorię dworca lokalnego. Stacja styczna z nieczynną stacją Nałęczów Wąskotorowy Nadwiślańskiej Kolejki Wąskotorowej.

## Ruch pasażerski[3]
| Rok  | Wymiana pasażerska na dobę |
| ---- | -------------------------- |
| 2017 | 200-299                    |
| 2018 | 100-149                    |
| 2019 | 100-149                    |
| 2020 | 150-199                    |
| 2021 | 200-299                    |
| 2022 | 300-499                    |
| 2023 | 500-699                    |

## Modernizacja
Na stacji znajduje się kasa, poczekalnia i kiosk. W latach 2016–2019 układ torowy stacji oraz infrastruktura obsługi podróżnych, są przebudowywane w związku z modernizacją linii kolejowej nr 7.

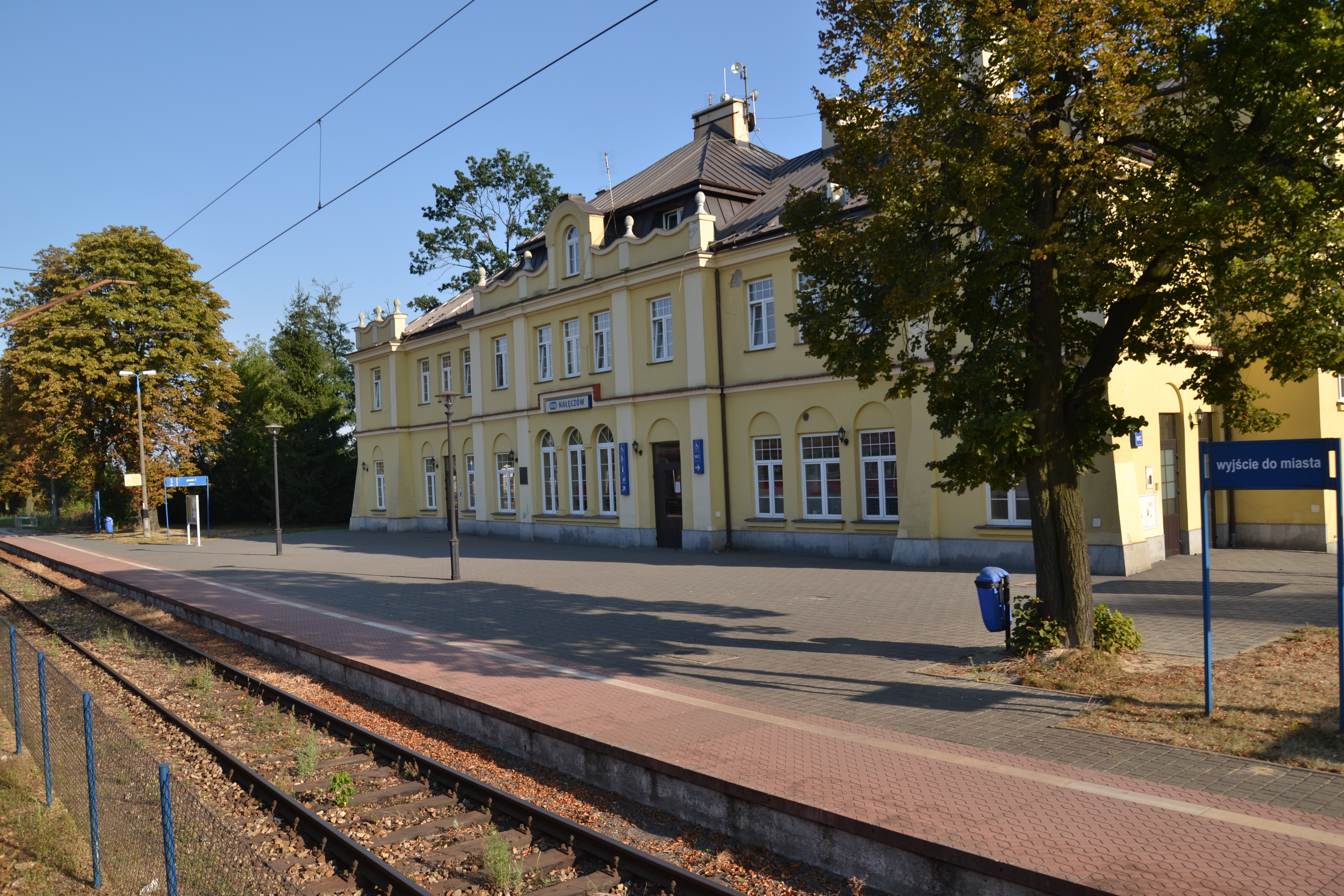
Budynek dworcowy od strony peronów